# Yanatile
O Distrito peruano de Yanatile é um dos oito distritos da Província de Calca, situada no Departamento de Cusco, pertencente à Região de Cusco, Peru. Foi criado pela Lei nº 23382, de 20 de maio de 1982.

## Transporte
O distrito de Yanatile é servido pela seguinte rodovia:
- CU-104, que liga o distrito de Laresà cidade de Echarate
- CU-105, que liga o distrito de Calca à cidade de Echarate
- PE-5S, que liga o distrito de Chanchamayo (Região de Junín)à Fronteira Bolívia-Peru (em Puerto Maldonado) - no distrito de Tambopata (Região de Madre de Dios) [2][3][4]